# Hermannskarsee
Le Hermannskarsee (ou lac du cirque de Hermann) est un petit lac de montagne dans les Alpes d'Allgäu, au nord du Tyrol.

## Géographie
Le lac se situe dans le cirque de Hermann, une vallée de montagne rocheuse, au sein du chaînon de Hornbach. Le cirque et le lac sont entourés par le Faulewandspitze au nord, le Marchspitze à l'est, le Grosser Krottenkopf au sud-ouest et le Hornbachspitze à l'ouest. Le lac se trouve dans le Tyrol, à environ un kilomètre au sud-est de la frontière avec la Bavière. Il est accessible par le chemin Enzensperger ("Enzenspergerweg"), entre le refuge Kemptner et le refuge Hermann-von-Barth.
Le lac se trouve dans un environnement rocheux, plein d'éboulis, au-dessus de la limite des arbres. Il est habituellement gelé jusque tard dans l'été et recouvert par la neige en hiver. Le lac a une forme ovale et mesure, en fonction des apports variables saisonniers, environ 160 mètres sur 100.